# 塩問屋
塩問屋（しおどいや/しおどんや）は、塩の生産地・消費地において塩を取り扱った問屋。
江戸時代、十州塩田などの生産地では浜人（生産者）による直接販売が禁じられていたため、必ず塩問屋が流通に関与することになった。塩廻船は塩の買付の際に直師（ねし）と買主と間で売買俵数・値段の斡旋を行ったのが塩問屋であった。塩問屋はこの合意に基づいて浜人に対して売買価格を通知し、これに対して浜人は売出可能な俵数を申出、塩問屋は必要に応じて過不足の調整を行った。塩問屋は口銭として販売額の3－5％を買主から徴収した。
生産地の塩問屋には領外との取引を許された大問屋（大塩問屋・大俵塩問屋）と領内のみの取引が許された小問屋（小塩問屋・小俵塩問屋）が設置されたが独占販売であるため、領内に生産地を持つ藩は会所を設置して監督したり、塩問屋から販売に関して一定の規則を遵守させる起請文を得たりするなど暴利の問題に目を光らせた。
江戸などの消費地においては塩廻船の荷主と塩仲買の間を仲介して口銭を得る塩問屋が成立した。江戸では寛永年間に十州塩田など西国からの塩を扱う下り塩問屋が成立し、後に4軒（秋田屋・長島屋・渡辺屋・松本屋）に限定されるようになった。下り塩問屋は行徳塩田など関東の塩を扱う地廻り塩問屋や塩仲買とともに享保年間に江戸幕府の公認を得て株仲間を組織した。大坂でも取り扱う塩の産地によって小豆島などの塩を扱う島塩問屋、赤穂の塩を扱う赤穂問屋、上灘目（灘から播磨東部）の塩を扱う灘塩問屋に分かれて仲間を組織していた。京都でも元塩屋・他所買塩屋仲間が組織されていた。
こうした塩問屋は明治以後、組合形式・会社形式の新組織に改組されていったが、1905年（明治38年）に国家による塩の専売制が本格化されると、販売の権利は政府が掌握するようになっていった。